# Getidava
Getidava (altgriechisch Σετίδαυα) ist ein Ortsname, der in der Geographia des Claudius Ptolemaios als einer der im Innern der nördlichen Germania magna im Osten liegenden Orte (πόλεις) mit 44° 00′ Länge (ptolemäische Längengrade) und 52° 40′ Breite angegeben wird. Getidava liegt damit als letzte polis im Osten hinter Kalisia. Wegen des Alters der Quelle kann eine Existenz des Ortes um 150 n. Chr. angenommen werden.
Der Ort konnte bisher nicht sicher lokalisiert werden. Ein interdisziplinäres Forscherteam um Andreas Kleineberg, das die Angaben von Ptolemaios neu untersuchte, lokalisiert Getidava – damit ist die Lokalisierung von Wolfgang Timpe und Günther Christian Hansen bestätigt – anhand der entzerrten antiken Koordinaten als einen Wartheübergang beim heutigen Konin (Setidaua) in der Wojewodschaft Großpolen in Polen. Kleinebergs Forschungsgruppe vermutet, dass es sich bei der polis um eine Station an einer Variante der Bernsteinstraße handelt.
Die Lage der polis an der Warthe stellt einen Zusammenhang mit dem Siedlungsgebiet der Oder-Warthe-Gruppe bzw. der frühen Przeworsk-Kultur her. Diese archäologische Kultur verbindet die historische Forschung im Allgemeinen mit den frühen Wandalen und Burgunden sowie mit den Lugiern.